# Zalaszabar
Zalaszabar is een plaats (község) en gemeente in het Hongaarse comitaat Zala. Zalaszabar telt 626 inwoners (2002).